# Dorfkirche Reckenzin

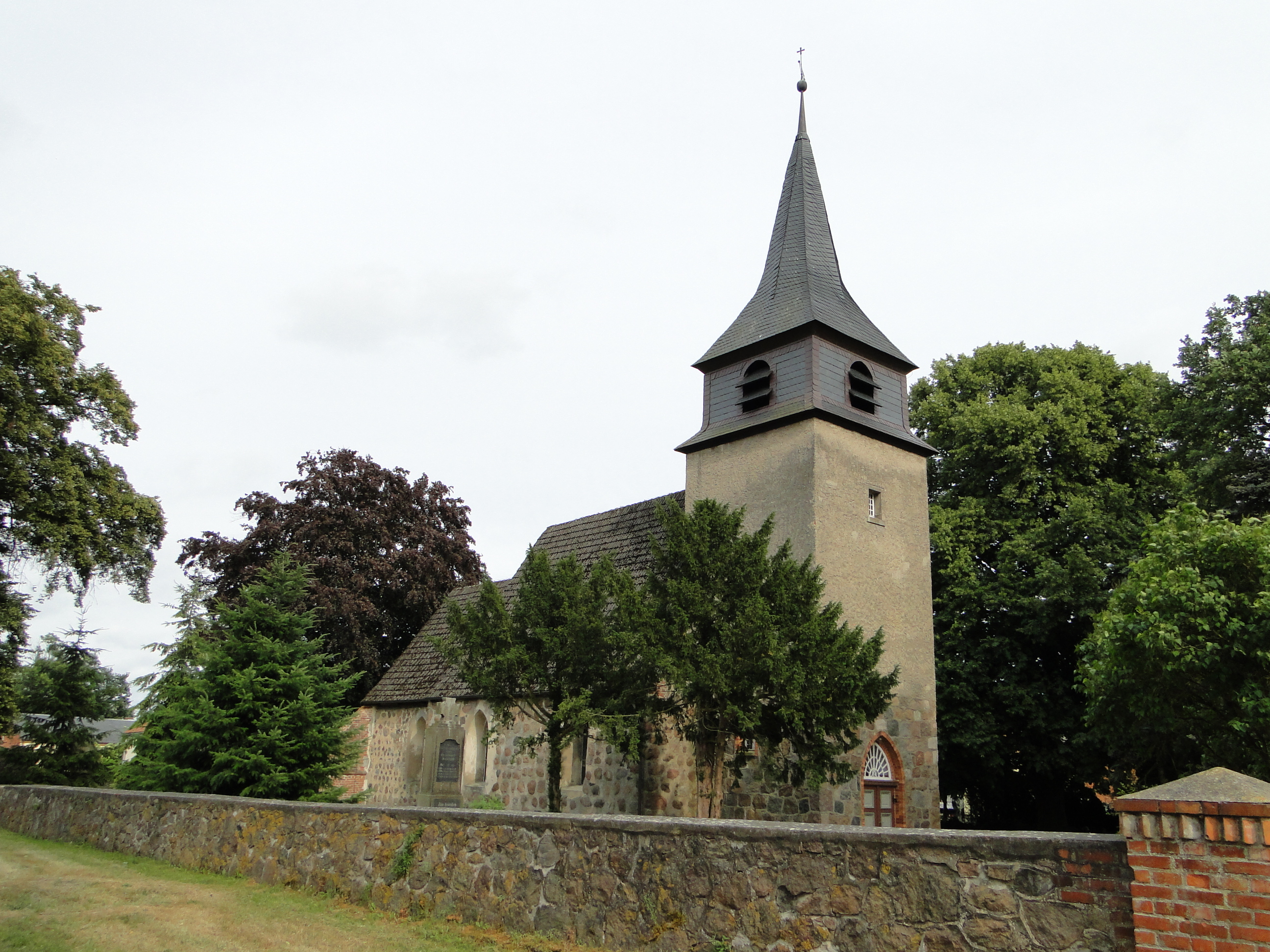
Dorfkirche Reckenzin

Die evangelische, denkmalgeschützte Dorfkirche Reckenzin steht in Reckenzin, einem Ortsteil der Gemeinde Karstädt im Landkreis Prignitz in Brandenburg. Die Kirche gehört zum Kirchenkreis Prignitz der Evangelischen Kirche Berlin-Brandenburg-schlesische Oberlausitz.

## Beschreibung
Die Feldsteinkirche wurde Mitte des 14. Jahrhunderts errichtet. Sie besteht aus einem Langhaus, einem eingezogenen, gerade geschlossenen Chor im Osten, beide mit Satteldächern bedeckt, und einem Kirchturm, der am Anfang des 20. Jahrhunderts im Westen angefügt wurde. Dessen oberstes Geschoss, das den Glockenstuhl beherbergt, und der den Turm abschließende Knickhelm sind schiefergedeckt.
Im mit einer Holzbalkendecke überspannten Innenraum sind das Langhaus und der Chor mit einem spitzbogigen Triumphbogen verbunden, der von zwei spätgotischen Statuen flankiert wird. Zur Kirchenausstattung gehört ein schlichter hölzerner Kanzelaltar aus dem 18. Jahrhundert. Der Korb der Kanzel wird von Säulen flankiert. Das Kirchengestühl aus dem 17. Jahrhundert wurde durch einen Anstrich mit Farbe entstellt. Auf der Empore im Westen steht die Orgel, die 1926 von der Alexander Schuke Potsdam Orgelbau errichtet wurde.